# Jack Wilson (wioślarz)
John Hyrne Tucker „Jack” Wilson (ur. 17 września 1914 w Bristolu, zm. 16 lutego 1997) – brytyjski wioślarz, mistrz olimpijski.

## Życiorys
Jack Wilson urodził się w 1914 roku w Bristolu w stanie Rhode Island, ale jego rodzice byli Anglikami. Uczęszczał do szkoły w Teksasie, dopóki wraz z rodzicami nie przeniósł się do Wielkiej Brytanii w 1924 roku. Na początku lat 30. rozpoczął edukację w Pembroke College na University of Cambridge, uczestnicząc w tradycyjnym wyścigu wioślarskich ósemek Oksford-Cambridge w latach 1934, 1935 i 1936 (wszystkie te wyścigi wygrało Cambridge). W 1938 roku, wspólnie z Ranem Laurie zwyciężył w Silver Goblets & Nickalls’ Challenge Cup podczas Henley Royal Regatta w 1938 roku.
Wioślarską karierę Wilsona przerwała II wojna światowa, jednak po jej zakończeniu powrócił do sportu. W 1948 roku, razem z Laurie ponownie zwyciężył w Silver Goblets & Nickalls’ Challenge Cup. Jeszcze w tym samym roku Wilson i Laurie zwyciężyli w wyścigu dwójek bez sternika podczas igrzysk olimpijskich w Londynie, wyprzedzając osady Szwajcarii i Włoch. Kolejny złoty medal w tej konkurencji Brytyjczycy zdobyli dopiero 40 lat później, podczas igrzysk w Seulu. Łódź, w której triumfowali Wilson i Laurie znajduje się obecnie w muzeum River and Rowing Museum w Henley-on-Thames.
Karierę sportową zakończył na początku lat 50. i od tej pory pracował w British Steel Corporation. Zmarł w 1997 roku, w wieku 82 lat.